# フェラーリ・F14 T
フェラーリ F14 T (Ferrari F14 T) は、スクーデリア・フェラーリが2014年のF1世界選手権参戦用に開発したフォーミュラ1カーである。

## 概要
F14 Tは2014年1月25日にインターネット上で公開された。
F14 Tという車名は「西暦2014年+V型6気筒Turboエンジン」から命名された（開発コードは「665」）。このネーミングには、公募されたものである。
フロントノーズは新レギュレーションに対応するためローノーズ化した。
フロントウイングはレギュレーションで左右で75mmずつ短くなった。
リアウィングは、ビームウイングの廃止に伴い形状を変更。
またプルロッドサスペンションの採用は前年のF138と共通している。
カラーリングはシンボルカラーの深紅をベースとしているが、車体後部では前年のF138に比べて黒の面積が増えた。
パワーユニットの変更につき、冷却の見直しが行われている。
V6エンジンになったため、エンジンオイルとラジエターはサイズが縮小できたが、ターボの採用につきインタークーラーが新たに必要となった。
空力的にリアエンドをコンパクトに絞り込むため、補器類に独特のレイアウトを採用した。通常はエンジンとモノコックの間に置かれるオイルタンクをエンジンの後方（ギアボックスケーシング内）に移動。MGU-K（運動エネルギー回生装置）もエンジン後方に設置し、さらに、水冷式インタークーラーをエンジンの上（Vバンクの内側）に配置した。
ERSシステムの導入にあたり、ブレーキシステムを大幅に改良しブレーキ・バイ・ワイヤシステムを採用した。

## 2014年シーズン
フェルナンド・アロンソとキミ・ライコネンという元チャンピオンドライバーを揃えて期待されたが、メルセデスの圧倒的なペースにまったく付いていけず、
1993年以来の0勝シーズンに終わり、コンストラクターズ順位は4位に落ちた。開発チームも責任を負わされ、開発リーダーのニコラス・トンバジス、エンジン担当のルカ・マルモリーニらがチームを去った。
テクニカルディレクターのジェイムズ・アリソンは、F14 Tの弱点について「ターボから回生できる電気エネルギーの量が足りずに、決勝中に強力なパワーレベルを生み出せなかった」「レースでは予選ほどのパフォーマンスを発揮できなかった」と述べた。マルモリーニはチーム離脱後、パワーユニットへの批判は正しくないと反論。トンバジスの方針により、空力面を優先するコンパクトなサイズのパワーユニットを作ったが、パワー不足を埋め合わせるほどの空力的アドバンテージはなかったと述べた。

## スペック

### シャーシ
- シャーシ名：F14 T[2]
- シャーシ構造：カーボンファイバー/ハニカムコンポジット構造
- ギアボックス：フェラーリ製 縦置き セミオートマチック・シーケンシャル電子制御（クイックシフト） 8速＋リバース1速
- ブレーキキャリパー：ブレンボ
- ブレーキディスク・パッド：ブレンボ ベンチレーテッド式カーボンファイバーディスクブレーキ
- サスペンション：前後独立懸架 プルロッド式トーションスプリング
- ホイール：O・Z 13インチ
- 重量：691kg（冷却水・潤滑油・ドライバーを含む）
- タイヤ：ピレリ P-Zero

### エンジン
- エンジン名：フェラーリ 059/3
- 気筒数・角度：V型6気筒・90度
- 排気量：1,600cc
- 最高回転数：15,000rpm（レギュレーションで規定）
- シリンダーブロック：砂型鋳造アルミニウム製
- ターボ：シングル
- バルブ数：24
- バルブ駆動：圧搾空気式
- ピストンボア：80mm
- ピストンストローク：53mm
- 燃料：シェル V-Power
- 潤滑油：シェル Helix Ultra

### ERS システム
- バッテリー出力：4MJ（1周あたり）
- MGU-K 出力：120kW
- MGU-K 最高回転数：50,000 rpm
- MGU-H 最高回転数：125,000 rpm

## 記録
| 年   | No. | ドライバー | 1   | 2   | 3   | 4   | 5   | 6   | 7   | 8   | 9   | 10  | 11  | 12  | 13  | 14  | 15  | 16  | 17  | 18  | 19  | ポイント | ランキング |
| 年   | No. | ドライバー | AUS | MAL | BHR | CHN | ESP | MON | CAN | AUT | GBR | GER | HUN | BEL | ITA | SIN | JPN | RUS | USA | BRA | ABU | ポイント | ランキング |
| ---- | --- | ---------- | --- | --- | --- | --- | --- | --- | --- | --- | --- | --- | --- | --- | --- | --- | --- | --- | --- | --- | --- | -------- | ---------- |
| 2014 | 7   | ライコネン | 7   | 12  | 10  | 8   | 7   | 12  | 10  | 10  | Ret | 11  | 6   | 4   | 9   | 8   | 12  | 9   | 13  | 7   | 10  | 216      | 4位        |
| 2014 | 14  | アロンソ   | 4   | 4   | 9   | 3   | 6   | 4   | 6   | 5   | 6   | 5   | 2   | 7   | Ret | 4   | Ret | 6   | 6   | 6   | 9   | 216      | 4位        |

- 太字はポールポジション、斜字はファステストラップ